# Оук Гроув (Арканзас)
Оук Гроув (енгл. Oak Grove) град је у америчкој савезној држави Арканзас.

## Демографија
По попису из 2010. године број становника је 369, што је 7 (-1,9%) становника мање него 2000. године.
| Група             | 2000.       | 2010.       |
| Белци             | 362 (96,3%) | 355 (96,2%) |
| Афроамериканци    | 0 (0,0%)    | 0 (0,0%)    |
| Азијати           | 2 (0,5%)    | 4 (1,1%)    |
| Хиспаноамериканци | 0 (0,0%)    | 8 (2,2%)    |
| Укупно            | 376         | 369         |